# 代信寺
代信寺（だいしんじ）は、静岡県富士宮市にある日蓮宗の寺院である。山号は瀧戸山。旧本山は西山本門寺。興統法縁。

## 歴史
- 慶安2年（1649年）町田治郎兵衛（西山本門寺の信者で町田家6代当主）が開基檀越となり、西郷十右衛門の菩提供養のために建立された。

## 境内
- 本堂　大正8年（1919年）再建。
- 客殿　平成10年（1998年）立教開宗750年慶讃事業として再建。
- 庫裡　平成10年（1998年）立教開宗750年慶讃事業として再建。
- 山門　平成12年（2000年）再建。

## 木像について
- 山本勘助の生家である吉野家の菩提寺であり、勘助の父山本貞幸と母安の木像が伝わる。
  - 木像については、勘助の父母のものであるという説が有力であるが、勘助と祖父吉野貞久のものであるという説もあり、真偽は不明である。またこの木像自体は、宗持院という寺から持ち込まれたものであるという説も伝えられている。いずれもしても山本勘助という資料が少ない人物において、重要な手がかりになると言える。

## 歴代
- 本承阿闍梨日義
- 日晥（15世）西山本門寺40世もつとめた。

## 所在地
- 静岡県富士宮市山本1236